# Jörgen
Jörgen är ett nordiskt mansnamn. Det är en form av Georg, som i sin tur kommer av det grekiska Georgios (Γεοργιος), som betyder ”jordbrukare”, ”bonde”. Stavas även Görgen och på engelska Jorgen. En annan form av namnet är Jörn.
Namnet var mycket ovanligt i Sverige före 1940, som populärast var det under 1960- och 1970-talen. Den 31 december 2009 fanns det totalt 29 702 personer i Sverige med namnet Jörgen, varav 16 324 med det som tilltalsnamn. År 2003 fick 93 pojkar namnet, varav 2 fick det som tilltalsnamn.
Namnsdag: I Sverige 9 juli (1986–1992: 23 april). I den finlandssvenska namnsdagslängden har Jörgen namnsdag 23 april sedan 1950.

## Personer med namnet Jörgen/Jørgen
- Jörgen Almblad, jurist, f.d. chef för Rikskriminalen
- Jörgen Andersson, skådespelare
- Jörgen Andersson, politiker (S), f.d. statsråd
- Jörgen Cederberg, radioprofil
- Jörgen Düberg, skådespelare
- Jörgen Elofsson, låtskrivare
- Jørgen Ingmann, dansk gitarrist
- Jørgen-Frantz Jacobsen, färöisk författare
- Jørgen Jersild, dansk kompositör
- Jörgen Jönsson, ishockeyspelare, OS-guld 1994 och 2006
- Jörgen Kock, borgmästare i Malmö
- Jörgen Kruth, kampsportare
- Jörgen Lantz, skådespelare, mest känd för Björne i Björnes magasin
- Jörgen Lötgård, radioprofil och komiker
- Jørgen Moe, norsk folkminnesforskare och biskop
- Jörgen Mörnbäck, imitatör och pianist.
- Jörgen Mårtensson, orienterare och friidrottare
- Jørgen Nash, dansk målare
- Jörgen Persson, bordtennisspelare, bragdmedaljör
- Jörgen Pettersson (fotbollsspelare), fotbollstränare och tidigare professionell fotbollsspelare
- Jörgen Sandström, musiker
- Jörgen Sundelin, tävlingsseglare, OS-guld 1968
- Jörgen Ullenhag, riksdagsledamot (fp)
- Jörgen Westerståhl, statsvetare
- Jörgen Zaki, friidrottare

## Pseudonym
- Jörgen – för tidningsmannen Georg Lundström

## Fiktiva figurer med namnet Jörgen
- Jörgen Karlsson, Bert-serien